# Medalla commemorativa dels serveis voluntaris a la França Lliure

La Medalla dels Serveis Voluntaris a la França Lliure (francès:Médaille des Services Volontaires dans la France Libre) és una condecoració francesa, creada el 4 d'abril de 1946 pel General Charles de Gaulle. Era atorgada a aquelles persones, civils o militars, franceses o estrangers, que pugui postular la qualitat de "Membre de la França Lliure", si compleix una de les condicions següents:
- pels militars, ser titular del documento d'identitat de membre de les Forces Franceses Lliures anterior a l'1 d'agost de 1943
- pels civils, haver servit voluntàriament i efectivament a la França Lliure abans del 3 de juny de 1943, als territoris sotmesos a l'autoritat del Comitè Nacional Francès de Londres o a països estrangers.

Es va concedir en 13.469 ocasions, i es deixà d'atorgar el 7 de juliol de 1958.

## Història
Va ser creada per decret de 4 d'abril de 1946, a proposta del general Edgard de Larminat qui, en un informe destinat al Ministeri dels Exèrcits, estimava que convindria concedir de manera raonable la Medalla de la Resistència, sent indispensable la institució d'una medalla commemorativa que seria una recompensa meritòria als que, en petita mesura, havien servir a la Resistència Francesa.
La medalla era acompanyada d'un diploma que portava un text signat pel general de Gaulle:
« REPONDANT A L'APPEL DE LA FRANCE EN PERIL DE MORT, VOUS AVEZ RALLIE LES FORCES FRANÇAISES LIBRES. VOUS AVEZ ETE DE L'EQUIPE VOLONTAIRE DES BONS COMPAGNONS QUI ONT MAINTENU NOTRE PAYS DANS LA GUERRE ET DANS L'HONNEUR. VOUS AVEZ ETE DE CEUX QUI, AU PREMIER RANG, LUI ONT PERMIS DE REMPORTER LA VICTOIRE ! AU MOMENT OU LE BUT EST ATTEINT, JE TIENS A VOUS REMERCIER AMICALEMENT, SIMPLEMENT, AU NOM DE LA FRANCE ! 1ER SEPTEMBRE 1945. »
(Responent a la crida de França en perill de mort, heu estat amb les Forces Franceses Lliures. Heu format part de l'equip voluntari de bons companys que heu mantingut al nostra país a la guerra i honorablement. Sou d'aquells que, des de davant de tot, podeu reclamar la Victòria! En el moment en què hem arribat al final, vull agrair-s'ho, simplement, amistosament en nom de França! 1 de setembre de 1945)
El reconeixement de membre de la França Lliure es feia mitjançant una comissió presidida per l'oficial superior cap de l'orgue central d'ex-FFL i comprenia:
- un oficial de cadascun dels tres exercits
- un representant de la marina mercant
- un representant del ministeri de les colònies
- un representant dels serveis civils de l'antic Comitè Nacional de Londres
- un membre del secretariat del consell de l'Orde de l'Alliberament

## Disseny
Una Creu de Lorena en bronze platejat, de 40mm d'alt i 32mm d'ample. Sobre l'anvers apareix la inscripció "FRANCE LIBRE" (França Lliure). Al revers apareixen les dates 18 de juny de 1940 i 8 de maig de 1945, inscrites sobre els braços horitzontals de la creu.
Se suspèn d'una cinta blau fosc, amb franges vermelles diagonals de 2mm d'amplada, separades 4mm entre elles.